# كارميلو دي بيلا
كارميلو دي بيلا (بالإيطالية: Carmelo Di Bella)‏ (تولد 30 يناير 1921 - 9 سبتمبر 1992) كان مدرباً ولاعب كرة قدم إيطالي. أمضى دي بيلا الغالبية العظمى من حياته المهنية في صقلية حيث كان شخصية بارزة في الساحة الكروية، وخصوصاً في ما يتعلق بأندية الجزيرة الأكثر نجاحاً كاتانيا وباليرمو.